# تپه گندم شاد
تپهٔ گندم شاد مربوط به صدر اسلام تا سدهٔ ۷ ه.ق است و در شهرستان تایباد، روستای بالاولایت واقع شده و این اثر در تاریخ ۲۵ اسفند ۱۳۷۹ با شمارهٔ ثبت ۳۰۹۹ به‌عنوان یکی از آثار ملی ایران به ثبت رسیده است.